# 만어산
만어산(萬魚山)은 대한민국 경상남도 밀양시 삼랑진읍과 단장면에 걸쳐 있는 높이 670.4m의 산으로 만어사와 어산불영으로 유명하다.

## 천연기념물
한반도 빙하기가 끝난 후 많은 비가 내려 이곳의 암석들이 양파가 벗겨지듯 침식·풍화되며 생성된 암괴류로, 700m이상 길게 펼쳐지며 독특하고 아름다운 모습을 보이는 등 학술적, 경관적 가치가 크다. 밀양의 3대 신비인 얼음골, 표충비각과 함께 널리 알려져 있다. 

## 같이 보기
- 한국의 산